# Clint Eastwood
Clinton "Clint" Eastwood (San Francisco, 31 mei 1930) is een Amerikaans filmacteur, filmproducent, filmregisseur en politicus.
Eastwood heeft in diverse grote films gespeeld en later ook zelf grote films geregisseerd en geproduceerd. Verder heeft hij zich op latere leeftijd in de politiek begeven, onder andere als burgemeester.

## Als acteur
In 1955 debuteerde hij als acteur in de film Francis in the Navy, maar echt bekend werd hij vanwege zijn rol van Rowdy Yates, een tweede voorman-veedrijver, in de televisieserie Rawhide (1959-1966). Daarmee was voorlopig de richting van zijn carrière gezet: Eastwood kwam tot bloei in de western. Hij werd beroemd dankzij A Fistful of Dollars (1964), zijn eerste samenwerking met regisseur Sergio Leone. Die werd verlengd met For a Few Dollars More in 1965 en in 1966 met The Good, the Bad and the Ugly. Die laatste strijdt volgens sommigen om de officieuze titel 'beste western ooit' met een andere Leone-film: Once Upon a Time in the West.
De personages die Eastwood in spaghettiwesterns (en later politiefilms) uitbeeldde zijn onverzettelijk en hebben gevoel voor droge humor. Zijn vertolkingen zijn hierdoor ook iconisch geworden: een lange gestalte, grimmig gezicht en peinzende ogen, een smeulende sigaar in een mondhoek, loopt met soepele, trage, tred door de scènes van de spaghettiwesterns, ondertussen met achteloze snelheid zijn revolver hanterend.
In 1968 heeft Eastwood zijn rol van naamloze cowboy laten varen. Tussen 1971 en 1988 speelde hij op het witte doek in vijf films de keiharde politieagent Harry Callahan in Dirty Harry. De film Dirty Harry was geïnspireerd op de jacht op de Zodiac Killer. Tussendoor speelde hij in diverse andere films.
Ook probeerde Eastwood een andere kant van zijn acteertalent te laten zien en werkte hij mee aan films met een komische inslag, zoals deels musical deels film Paint Your Wagon, en in de komedies met o.a. Geoffrey Lewis in Every Which Way But Loose, Any Which Way You Can en de zelf geregisseerde film Bronco Billy.
Eastwood speelt gitaar en piano. In de film City Heat laat hij zien dat hij piano kan spelen. Daarnaast maakte hij een aantal biografische films over jazzmuzikanten, zoals Charlie Parker in de film Bird. Zijn film Piano Blues droeg hij op aan Pinetop Perkins, Fats Domino en Dave Brubeck.

## Als regisseur
Als regisseur heeft Clint Eastwood al meer dan 25 films op zijn naam. Met vier nominaties en het binnenhalen van twee Oscars hoort hij hierdoor in het rijtje grote Amerikaanse filmregisseurs.
In 1992 verbaasde Eastwood velen met de door hem geregisseerde film Unforgiven. Hoewel Eastwood al in 1971 zijn regiedebuut maakte met Play Misty for Me, werd Unforgiven zijn voorlopige hoogtepunt: hij won de Oscars voor beste film en beste regie.
In 2005 won hij een tweede Oscar als beste regisseur voor Million Dollar Baby. Niemand anders won deze Oscar ooit op die hoge leeftijd (74 jaar).
In veel films die hij regisseerde, speelt hij zelf de hoofdrol.
Clint Eastwood heeft ook minstens drie eredoctoraten van universiteiten, waaronder een van de University of the Pacific in 2006, een doctoraat in de letteren van de University of Southern California in 2007, en een doctoraat in muziek van Berklee College of Music, toegekend aan hem op 22 september 2007 tijdens het Monterey Jazz Festival. Op 22 juli 2009 ontving hij de Orde van de Rijzende Zon, 3e klasse, van keizer Akihito van Japan vanwege zijn bijdragen aan het verbeteren van de betrekkingen tussen Japan en de Verenigde Staten.

## Als politicus
Van 1986 tot 1988 was hij onafhankelijk burgemeester van Carmel-by-the-Sea in Californië.
Vanaf 2002 was hij vicevoorzitter van de park- en recreatiecommissie van Californië; zijn termijn eindigde in 2008.
Hij beschouwt zichzelf als libertariër.

## Als vader
Clint Eastwood heeft uit een aantal huwelijken en relaties acht kinderen, onder wie de acteur Scott Eastwood en actrice Francesca Eastwood.

## Filmografie

### Film
| Jaar | Titel                                   |
| ---- | --------------------------------------- |
| 1955 | Revenge of the Creature                 |
| 1955 | Francis in the Navy                     |
| 1955 | Lady Godiva of Coventry                 |
| 1955 | Tarantula                               |
| 1956 | Never Say Goodbye                       |
| 1956 | Star in the Dust                        |
| 1956 | The First Traveling Saleslady           |
| 1956 | Away All Boats                          |
| 1957 | Escapade in Japan                       |
| 1958 | Ambush at Cimarron Pass                 |
| 1958 | Lafayette Escadrille                    |
| 1964 | A Fistful of Dollars                    |
| 1965 | For a Few Dollars More                  |
| 1966 | The Good, the Bad and the Ugly          |
| 1967 | Le streghe                              |
| 1968 | Hang 'Em High                           |
| 1968 | Coogan's Bluff                          |
| 1968 | Where Eagles Dare                       |
| 1969 | Paint Your Wagon                        |
| 1970 | Two Mules for Sister Sara               |
| 1970 | Kelly's Heroes                          |
| 1971 | The Beguiled                            |
| 1971 | Play Misty for Me                       |
| 1971 | Dirty Harry                             |
| 1972 | Joe Kidd                                |
| 1973 | High Plains Drifter                     |
| 1973 | Breezy                                  |
| 1973 | Magnum Force                            |
| 1974 | Thunderbolt and Lightfoot               |
| 1975 | The Eiger Sanction                      |
| 1976 | The Outlaw Josey Wales                  |
| 1976 | The Enforcer                            |
| 1977 | The Gauntlet                            |
| 1978 | Every Which Way But Loose               |
| 1979 | Escape from Alcatraz                    |
| 1980 | Bronco Billy                            |
| 1980 | Any Which Way You Can                   |
| 1982 | Firefox                                 |
| 1982 | Honkytonk Man                           |
| 1983 | Sudden Impact                           |
| 1984 | Tightrope                               |
| 1984 | City Heat                               |
| 1985 | Pale Rider                              |
| 1986 | Heartbreak Ridge                        |
| 1988 | The Dead Pool                           |
| 1988 | Bird                                    |
| 1989 | Pink Cadillac                           |
| 1990 | White Hunter Black Heart                |
| 1990 | The Rookie                              |
| 1992 | Unforgiven                              |
| 1993 | In the Line of Fire                     |
| 1993 | A Perfect World                         |
| 1995 | Casper                                  |
| 1995 | The Bridges of Madison County           |
| 1997 | Absolute Power                          |
| 1997 | Midnight in the Garden of Good and Evil |
| 1999 | True Crime                              |
| 2000 | Space Cowboys                           |
| 2002 | Blood Work                              |
| 2003 | Mystic River                            |
| 2004 | Million Dollar Baby                     |
| 2006 | Flags of Our Fathers                    |
| 2006 | Letters from Iwo Jima                   |
| 2008 | Changeling                              |
| 2008 | Gran Torino                             |
| 2009 | Invictus                                |
| 2010 | Hereafter                               |
| 2011 | J. Edgar                                |
| 2012 | Trouble with the Curve                  |
| 2014 | Jersey Boys                             |
| 2014 | American Sniper                         |
| 2016 | Sully                                   |
| 2018 | The 15:17 to Paris                      |
| 2018 | The Mule                                |
| 2019 | Richard Jewell                          |
| 2021 | Cry Macho                               |
| 2024 | Juror #2                                |

### Televisie
- Allen in Movieland (1955) (tv-film)
- TV Reader's Digest (1956)
- Highway Patrol (1956)
- Death Valley Days (1956)
- West Point (1957)
- Navy Log (1958)
- Rawhide (1959–1965)
- Maverick (1959)
- Alfred Hitchcock Presents (1959)
- Mister Ed (1962)

## Discografie
- Clint Eastwood Sings Cowboy Favorites (1963)
- Eastwood After Hours: Live at Carnegie Hall (1997) - met The Carnegie Hall Jazz Band
- Music for the Movies of Clint Eastwood (2001)
- The Singing Cowboys (2014) - met Frankie Laine

### Scores
- Mystic River (2003)
- Million Dollar Baby (2005)
- Flags of Our Fathers (2006)
- Changeling (2008)
- Clint Eastwood, Christian Jacob & The Tierney Sutton Band - Sully (2016)

### Gastoptredens
- Any Which Way You Can (1980)
- Randy Travis - Heroes & Friends (1990)
- Midnight in the Garden of Good and Evil (1997)
- Brad Paisley - This Is Country Music (2011)

## Trivia
- In Back to the Future Part III noemde Marty McFly, een rol van Michael J. Fox, zich Clint Eastwood om te voorkomen dat hij tijdens de reis naar het jaar 1885 dezelfde naam zou dragen als zijn overgrootouders Seamus en Maggie McFly.
- De virtuele popgroep Gorillaz bracht in 2001 een nummer met als titel Clint Eastwood.
- In de drie "Man with no Name"-westerns (A Fistful of Dollars, For a Few Dollars More en The Good, the Bad and the Ugly) droeg hij dezelfde poncho zonder die ook maar één keer gewassen te hebben.[2]
- Eastwood wordt vermeld in het themalied van de tv-serie The Fall Guy uit de jaren tachtig.
- In 2012 sprak Eastwood de conventie van de Republikeinse Partij toe, ter ondersteuning van de kandidatuur van Mitt Romney voor het presidentschap van de Verenigde Staten; hij fingeerde een interview met president Obama in een lege stoel naast hem.
- In de film Crocodile Dundee II, wordt Mick (Paul Hogan) op een ondergronds station door twee Japanners aangezien voor Clint Eastwood.[3]